# Liste der Stolpersteine im Kölner Stadtteil Klettenberg
Die Liste der Stolpersteine im Kölner Stadtteil Klettenberg führt die vom Künstler Gunter Demnig verlegten Stolpersteine im Kölner Stadtteil Klettenberg auf.
Die Liste der Stolpersteine beruht auf den Daten und Recherchen des NS-Dokumentationszentrums der Stadt Köln, zum Teil ergänzt um Informationen und Anmerkungen aus Wikipedia-Artikeln und externen Quellen. Ziel des Kunstprojektes ist es, biografische Details zu den Personen, die ihren (letzten) freiwillig gewählten Wohnsitz in Köln hatten, zu dokumentieren, um damit ihr Andenken zu bewahren.
Anmerkung: Vielfach ist es jedoch nicht mehr möglich, eine lückenlose Darstellung ihres Lebens und ihres Leidensweges nachzuvollziehen. Insbesondere die Umstände ihres Todes können vielfach nicht mehr recherchiert werden. Offizielle Todesfallanzeigen aus den Ghettos, Haft-, Krankenanstalten sowie den Konzentrationslagern können oft Angaben enthalten, die die wahren Umstände des Todes verschleiern, werden aber unter der Beachtung dieses Umstandes mitdokumentiert.
| Bild                                                          | Name sowie Details zur Inschrift | Adresse                                                         | Zusätzliche Informationen |
| ------------------------------------------------------------- | --- | --------------------------------------------------------------- | --- |
| Stolperstein für Julius Bendix (Klettenberggürtel 11)         | Hier wohnte Julius Bendix (Jahrgang 1883) Deportiert 1942 Theresienstadt 1944 Auschwitz Ermordet                                                                   | Klettenberggürtel 11 (Standort)                                 | Julius Max Bendix war ein Bruder von Albert Bendix. |
| Stolperstein für Rosalie Bendix (Klettenberggürtel 11)        | Hier wohnte Rosalie Bendix, geb. Silberberg (Jahrgang 1887) Deportiert 1942 Theresienstadt 1944 Auschwitz Ermordet                                                 | Klettenberggürtel 11 (Standort)                                 | |
| Stolperstein für Dr. Walter Blank (Lohrbergstraße 27)         | Hier wohnte Dr. Walter Blank (Jahrgang 1889) Flucht 1936 Belgien Frankreich Spanien Tot 28. Mai 1938 Mataró                                                        | Lohrbergstraße 27 (Standort)                                    | Der Stolperstein erinnert an Walter Blank, geboren 1889 in Hörde. Walter Blank studierte an der Universität Bonn Medizin und promovierte dort 1914. Im Ersten Weltkrieg diente er als Oberstabsarzt an der Westfront. Während des Krieges heiratete er seine Cousine Martha Herzstein (geboren 1891). Nach dem Krieg ließ sich das Ehepaar in Köln nieder und Walter Blank arbeitete als Internist und Facharzt für Röntgenkunde in seiner Praxis Hohenzollernring 46. Im Jahr 1927 übernahm er die Leitung der Röntgenabteilung im Israelitischen Asyl in Köln-Ehrenfeld. Der Pazifist Walter Blank war Mitbegründer der Deutschen Liga für Menschenrechte. Gemeinsam mit seiner Frau Martha baute er eine große Gemäldesammlung u. a. mit Werken von Marc Chagall, Heinrich Hoerle, Otto Dix, Ernst Barlach und Max Pechstein auf. Nach der Machtergreifung der Nationalsozialisten musste der mehrfach untertauchen, um sich der Verhaftung zu entziehen. 1935 verstarb seine Frau an einem Krebsleiden. Im April 1936 flüchtete Walter Blank mit seinen Söhnen Hans-Walter und Peter Max nach Antwerpen, Belgien. Seine Kunstsammlung in seinem 1925 errichtetem Haus in der Lohrbergstraße 27 musste er zurücklassen. Nach Ausbruch des Spanischen Bürgerkrieges ging Walter Blank nach Spanien und leitete verschiedene Lazarette der Internationalen Brigaden. Am 28. Mai 1938 starb er in Mataró nach einer Krankheit im Alter von 49 Jahren. |
| Stolperstein für Hans Walter Blank (Lohrbergstraße 27)        | Hier wohnte Hans Walter Blank (Jahrgang 1918) Flucht 1936 Belgien Frankreich Versteckt gelebt Befreit/Überlebt                                                     | Lohrbergstraße 27 (Standort)                                    | Der Stolperstein erinnert an Hans-Walter Blank, geboren am 21. Januar 1918 in Dortmund. Hans-Walter Blank war der älteste Sohn von Walter Blank und seiner Frau Martha, geb. Herzstein (1891–1935). Er musste im Alter von 18 Jahren mit seinem Vater und seinem Bruder aus Köln nach Belgien flüchten, weil die Verhaftung seines Vaters unmittelbar bevorstand. Im März 1937 ging er – wie sein Vater – nach Spanien, um die Internationalen Brigaden zu unterstützen. Hier war er gemeinsam mit 300.000 Spanienkämpfern in Barcelona am 28. Oktober 1938 Teilnehmer der Abschiedsrede von Dolores Ibárurri. Nach der Niederlage der Interbrigadisten wurde Hans-Walter Blank in Argelès-sur-Mer interniert. Im April 1939 wurden er gemeinsam mit 6.807 Spanienkämpfer aus Argelès-sur-Mer und Saint-Cyprien ins Lager Gurs in die Pyrenäen gebracht. Nach dem Überfall der Deutschen Wehrmacht in Frankreich im Mai 1940 wurden die Gefangenen aus Gurs erneut verlegt. Hans-Walter Blank kam ins Lager Mont-Louis. Im Jahr 1941 gelang ihm die Flucht und er betätigte sich in der Résistance. Im April 1945 kehrte er nach Köln zurück und wurde am 20. April 1947 als KPD-Abgeordneter in den ersten nordrhein-westfälischen Landtag gewählt. Am 17. Juni 1950 schied er aus dem Landtag aus und arbeitete als Angestellter und Journalist. Er starb am 18. April 1968. |
| Stolperstein für Hans Walter Blank (Lohrbergstraße 27)        | Hier wohnte Peter Max Blank (Jahrgang 1920) Flucht 1936 Belgien Frankreich Versteckt gelebt Befreit/Überlebt                                                       | Lohrbergstraße 27 (Standort)                                    | Der am 1. September 2014 verlegte Stolperstein erinnert an Peter Max Blank, geboren am 21. Dezember 1920 in Köln. Peter Max Blank war der jüngste Sohn von Walter Blank und seiner Frau Martha, geb. Herzstein (1891–1935). Ab 1926 besuchte er zunächst die katholische Volksschule und wechselte 1930 auf das Gymnasium Köln-Lindenthal, welches er aufgrund seiner jüdischen Abstammung nach der Machtergreifung der Nationalsozialisten verlassen musste. Gemeinsam mit seinem Vater und seinem Bruder flüchtete er im April 1936 nach Brüssel zu der Familie seiner Tante Anna Neubeck. Nachdem sein Vater und sein älterer Bruder 1937 zu den Internationalen Brigaden nach Spanien gegangen waren, blieb er in Antwerpen zurück und wurde Mitglied einer Jugendorganisation von Emigrantenkindern. Nach der Besetzung Belgiens wurde er verhaftet und – wie sein Bruder – im Lager Gurs – interniert. Hier kam er in Kontakt mit Kämpfern der französischen Résistance, die ihm eine falsche Identität verschafften. Nach zwei gescheiterten Fluchtversuchen wurde er Ende 1942 ins KZ Auschwitz-Birkenau deportiert. Später wurde er in das KZ Warschau verschleppt, wo er Zwangsarbeit verrichten musste. Im Juli 1944 wurde das KZ vor der vorrückenden Roten Armee geräumt und die Häftlinge wurden auf einen Todesmarsch Richtung Westen geschickt. Über mehrere Umwege kam er mit einem Transport nach Dachau, wo er am 1. Mai 1945 von den Amerikanern befreit wurde. Zunächst kehrte er nach Frankreich zurück. Nachdem er in Paris seine Ehefrau kennengelernt hatte, kehrte er Ende 1946 nach Köln zurück. Hier arbeitete er als Journalist und Dokumentarfilmer. In Köln setzte er sich gemeinsam mit seinem Bruder für die Rückgabe der Gemäldesammlung seiner Eltern ein. Bis auf wenige Werke, u. a. Heinrich Hoerles Denkmal der unbekannten Prothesen und Franz Wilhelm Seiwerts Diskussion, blieben die Werke verschollen. Peter Max Blank starb 2006 in Mettmann. Der Stolperstein wurde gestiftet durch die Kollektensammlung „Himmelfahrts-Beatmesse vom 29. Mai 2014“ der Kirchengemeinde der Johanneskirche (Köln-Sülz). |
| Stolperstein für Kurt Samuel Ehrlich (Siebengebirgsallee 102) | Hier wohnte Kurt Samuel Ehrlich (Jahrgang 1879) Deportiert 1941 Riga Ermordet März 1942                                                                            | Siebengebirgsallee 102 (Standort)                               | |
| Stolperstein für Lina Ehrlich (Siebengebirgsallee 102)        | Hier wohnte Lina Ehrlich, geb. Laufer (Jahrgang 1881) Deportiert 1941 Riga Ermordet März 1942                                                                      | Siebengebirgsallee 102 (Standort)                               | |
| der Stolperstein für Ella Friederike Elkan                    | Hier wohnte Ella Friederike Elkan,geb. Conrad (Jahrgang 1889) deportiert 1941 Łodz/Litzmannstadt ermordet                                                          | Breibergstraße 8 (Standort)                                     | |
| der Stolperstein für Max Elkan                                | Hier wohnte Max Elkan, (Jahrgang 1877) deportiert 1941 Łodz/Litzmannstadt ermordet 8.6.1942                                                                        | Breibergstraße 8 (Standort)                                     | |
| Stolperstein für Antonie Herz (Klettenberggürtel 11)          | Hier wohnte Antonie Herz, geb. Coppel (Jahrgang 1889) Flucht 1938 Holland/Belgien Schicksal unbekannt                                                              | Klettenberggürtel 11 (Standort)                                 | |
| Stolperstein für Josef Herz (Klettenberggürtel 11)            | Hier wohnte Josef Herz (Jahrgang 1876) Flucht 1938 Holland/Belgien Deportiert 1943 Auschwitz Ermordet 18. Januar 1943                                              | Klettenberggürtel 11 (Standort)                                 | |
| der Stolperstein für Ernst Heydt                              | Hier wohnte Ernst Heydt, (Jahrgang 1898) verhaftet 19.6.1938 KZ Sachsenhausen 1941 KZ Groß-Rosen ermordet 13.11.1941                                               | Luxemburger Straße 307 (Standort)                               | |
| Stolperstein für Lotte Kappel (Siebengebirgsallee 101)        | Hier wohnte Lotte Kappel, geb. Wangenheim (Jahrgang 1904) Deportiert 1942 Minsk Ermordet                                                                           | Siebengebirgsallee 101 (Standort)                               | |
| Stolperstein für Margrit Kappel (Siebengebirgsallee 101)      | Hier wohnte Margrit Kappel (Jahrgang 1931) Deportiert 1942 Minsk Ermordet                                                                                          | Siebengebirgsallee 101 (Standort)                               | |
| Stolperstein für Ruth Kappel (Siebengebirgsallee 101)         | Hier wohnte Ruth Kappel (Jahrgang 1926) Deportiert 1942 Minsk Ermordet                                                                                             | Siebengebirgsallee 101 (Standort)                               | |
| Stolperstein für Walter Kappel (Siebengebirgsallee 101)       | Hier wohnte Walter Kappel (Jahrgang 1895) Deportiert 1942 Minsk Ermordet                                                                                           | Siebengebirgsallee 101 (Standort)                               | |
| Stolperstein für Alice Else Lazarus (Klettenberggürtel 13)    | Hier wohnte Alice Else Lazarus, geb. Grüneberg (Jahrgang 1895) Deportiert 1941 Riga Für tot erklärt                                                                | Klettenberggürtel 13 (Standort)                                 | |
| Stolperstein für Axel Lazarus (Klettenberggürtel 13)          | Hier wohnte Axel Lazarus (Jahrgang 1894) Deportiert 1941 Riga Für tot erklärt                                                                                      | Klettenberggürtel 13 (Standort)                                 | |
| Stolperstein für Ilse Lazarus (Klettenberggürtel 13)          | Hier wohnte Ilse Lazarus (Jahrgang 1920) Deportiert 1941 Riga Für tot erklärt                                                                                      | Klettenberggürtel 13 (Standort)                                 | |
| Stolperstein für Erwin Löwenherz (Klettenberggürtel 57)       | Hier wohnte Erwin Löwenherz (Jahrgang 1891) Deportiert 20. Juli 1942 Minsk Ermordet 24. Juli 1942                                                                  | Klettenberggürtel 57 (Standort)                                 | |
| Stolperstein für Käthe Löwenherz (Klettenberggürtel 57)       | Hier wohnte Käthe Löwenherz, geb. Rothschild (Jahrgang 1897) Deportiert 20. Juli 1942 Minsk Ermordet 24. Juli 1942                                                 | Klettenberggürtel 57 (Standort)                                 | |
| Stolperstein für Jakob Marx (Heisterbachstraße 8)             | Hier wohnte Jakob Marx (Jahrgang 1914) Deportiert Riga Für tot erklärt                                                                                             | Heisterbachstraße 8 (Standort)                                  | |
| Stolperstein für Henriette Meier (Heisterbachstraße 8)        | Hier wohnte Henriette Meier, geb. Marx (Jahrgang 1907) Deportiert 1941 Łódź Für tot erklärt                                                                        | Heisterbachstraße 8 (Standort)                                  | Nach neueren Informationen, welche zum Zeitpunkt der Stolpersteinverlegung nicht bekannt waren, wurde Henriette Meier im Mai 1942 von Litzmannstadt (Łódź) nach Kulmhof deportiert und dort ermordet. |
| Stolperstein für Rosemarie Meier (Heisterbachstraße 8)        | Hier wohnte Rosemarie Meier (Jahrgang 1930) Deportiert 1941 Łódź Für tot erklärt                                                                                   | Heisterbachstraße 8 (Standort)                                  | Nach neueren Informationen, welche zum Zeitpunkt der Stolpersteinverlegung nicht bekannt waren, wurde Rosemarie Meier im Mai 1942 von Litzmannstadt (Łódź) nach Kulmhof deportiert und dort ermordet. |
| Stolperstein für Edith Müller (Königswinterstraße 2)          | Hier wohnte Edith Müller (Jahrgang 1924) Flucht USA | Königswinterstraße 2 (Standort)                                 | Der am 11. März 2015 verlegte Stolperstein erinnert an Edith Müller, geboren 1924. Die Schwestern Edith und Lotte Müller konnten nach Amerika emigrieren. |
| Stolperstein für Julius Müller (Königswinterstraße 2)         | Hier wohnte Julius Müller (Jahrgang 1895) Deportiert 1942 Minsk Ermordet 24. Juli 1942                                                                             | Königswinterstraße 2 (Standort)                                 | Der am 1. September 2014 verlegte Stolperstein erinnert an Julius Müller, geboren am 14. Juni 1895 in Schwaney, Altenbeken. Der Kaufmann Julius Müller war der Sohn von Lehmann Müller und seiner Frau Sara, geborene Kirchheimer. Julius Müller wohnte in der Königswinterstraße 2 und wurde in ein „Ghettohaus“ eingewiesen. Am 20. Juli 1942 wurde er von Köln-Deutz aus mit dem Sonderzug DA 219 nach Minsk deportiert. Am 24. Juli 1942 wurden alle Deportierten des Sonderzuges im Wald von Blagowschtschina (Vernichtungslager Maly Trostinez) erschossen. Der Stolperstein wurde gestiftet durch die Kollektensammlung „Himmelfahrts-Beatmesse vom 29. Mai 2014“ der Kirchengemeinde der Johanneskirche (Köln-Sülz). |
| Stolperstein für Lotte Müller (Königswinterstraße 2)          | Hier wohnte Lotte Müller Flucht USA | Königswinterstraße 2 (Standort)                                 | Der am 11. März 2015 verlegte Stolperstein erinnert an Lotte Müller. Die Schwestern Edith und Lotte Müller konnten nach Amerika emigrieren. |
| Stolperstein für Josef Rosenbaum (Heisterbachstraße 2–4)      | Hier wohnte Josef Rosenbaum (Jahrgang 1927) Flucht Frankreich Deportiert 1942 Drancy-Auschwitz Für tot erklärt                                                     | Heisterbachstraße 2/4 (Verlegestelle Ecke Gottesweg) (Standort) | Der Stolperstein erinnert an Josef Rosenbaum, geboren am 18. Juli 1927 in Köln. |
| Stolperstein für Moses Rosenbaum (Heisterbachstraße 2–4)      | Hier wohnte Moses Rosenbaum (Jahrgang 1897) Deportiert Für tot erklärt                                                                                             | Heisterbachstraße 2/4 (Verlegestelle Ecke Gottesweg) (Standort) | |
| Stolperstein für Rachel Rosenbaum (Heisterbachstraße 2–4)     | Hier wohnte Rachel Rosenbaum, geb. Flank (Jahrgang 1899) Deportiert Für tot erklärt                                                                                | Heisterbachstraße 2/4 (Verlegestelle Ecke Gottesweg) (Standort) | |
| Stolperstein für Zilla Rosenbaum (Heisterbachstraße 2–4)      | Hier wohnte Zilla Rosenbaum (Jahrgang 1936) Deportiert Für tot erklärt                                                                                             | Heisterbachstraße 2/4 (Verlegestelle Ecke Gottesweg) (Standort) | |
| Stolperstein für Martha Schön (Heisterbachstraße 8)           | Hier wohnte Martha Schön (Jahrgang 1920) Deportiert 1941 Łódź Auschwitz ???                                                                                        | Heisterbachstraße 8 (Standort)                                  | Nach neueren Informationen, welche zum Zeitpunkt der Stolpersteinverlegung nicht bekannt waren, wurde Martha Schön im Mai 1942 von Litzmannstadt (Łódź) nach Kulmhof deportiert und dort ermordet. |
| Stolperstein für Meta Schön (Heisterbachstraße 8)             | Hier wohnte Meta Schön, geb. Frank (Jahrgang 1880) Deportiert 1941 Łódź Auschwitz ???                                                                              | Heisterbachstraße 8 (Standort)                                  | Nach neueren Informationen, welche zum Zeitpunkt der Stolpersteinverlegung nicht bekannt waren, wurde Meta Schön im Mai 1942 von Litzmannstadt (Łódź) nach Kulmhof deportiert und dort ermordet. |
| Stolperstein für Franziska Schwanter (Siebengebirgsallee 60)  | Hier wohnte Franziska Schwanter, geb. Wachsmann (Jahrgang 1875) Deportiert 1943 Ermordet 1943 in Theresienstadt                                                    | Siebengebirgsallee 60 (Standort)                                | Der Stolperstein erinnert an Franziska Schwanter (geborene Wachsmann), geboren am 18. November 1875 in Siemianowitz. Franziska Schwanter wurde am 1. August 1943 mit dem Transport III/9 in das Ghetto Theresienstadt deportiert. In der Transportliste wurde Franziska Schwanter als „verwitwet“ eingetragen. Franziska Schwanter starb am 18. Januar 1944 im Ghetto Theresienstadt. |
| Stolperstein für David Simons (Hardtstraße 28)                | Hier wohnte David Simons (Jahrgang 1876) Deportiert 1941 Riga Ermordet                                                                                             | Hardtstraße 28 (Standort)                                       | |
| Stolperstein für Hans Walter Simons (Hardtstraße 28)          | Hier wohnte Hans Walter Simons (Jahrgang 1920) Deportiert 1941 Riga Ermordet                                                                                       | Hardtstraße 28 (Standort)                                       | |
| Stolperstein für Klara Simons (Hardtstraße 28)                | Hier wohnte Klara Simons, geb. David (Jahrgang 1885) Deportiert 1941 Riga Ermordet                                                                                 | Hardtstraße 28 (Standort)                                       | |
| Stolperstein für Ruth Simons (Hardtstraße 28)                 | Hier wohnte Ruth Simons (Jahrgang 1921) Deportiert 1941 Riga Ermordet                                                                                              | Hardtstraße 28 (Standort)                                       | |
| der Stolperstein für NNNN                                     | Hier wohnte Ida von der Becke-Klüchtzner,geb. Goldschmidt (Jahrgang 1869) gedemütigt/entrechtet Flucht in den Tod aufgefunden 14.9.1944                            | Breibergstraße 8 (Standort)                                     | |
| Stolperstein für Herbert Wendland (Petersbergstraße 23)       | Hier wohnte Herbert Wendland (Jahrgang 1925) Seit 1936 verschiedene Heilanstalten 'Verlegt' 3. September 1944 Heilanstalt Hadamar Tot an den Folgen 11. April 1945 | Petersbergstraße 23 (Standort)                                  | Der am 21. Oktober 2015 verlegte Stolperstein erinnert an Herbert Wendland, geboren am 12. Juni 1925 in Köln. Herbert Wendland war evangelisch. Als Patient der psychiatrischen Klinik Lindenburg in Köln wurde Herbert Wendland 1936, mit der Diagnose „Schwachsinn mittleren Grades“, in die „Rheinische Provinzial-Kinderanstalt für seelisch Abnorme“ nach Bonn verlegt. Über die Anstalten Hephata in Mönchengladbach und Scheuern bei Nassau an der Lahn kam er am 3. September 1944 in die Tötungsanstalt Hadamar. Die Befreiung Hadamars am 26. März 1945 überlebte Herbert Wendland nur wenige Tage, er starb am 11. April 1945 an „Verwahrlosung und Unterernährung“. Der Stolperstein wurde gestiftet durch die Kollektensammlung der Kirchengemeinde der Johanneskirche (Köln-Sülz) vom 15. November 2015. |
| Stolperstein für Margot Wolf (Heisterbachstraße 2–4)          | Hier wohnte Margot Wolf (Jahrgang 1908) Deportiert 1942 Theresienstadt Ermordet                                                                                    | Heisterbachstraße 2/4 (Verlegestelle Ecke Gottesweg) (Standort) | |

## Quelle
- NS-Dokumentationszentrum - Stolpersteine | Erinnerungsmale für die Opfer des Nationalsozialismus (Stadtteilliste Klettenberg)